# 桝谷優
枡谷 優（ますたに まさる、男性、1925年 - 2013年）は、日本の小説家。

## 経歴
奈良県出身。1944年9月入営。その際の体験をもとに書かれた小説に『北大阪線』『大阪の戦争』がある。復員後、奈良県吉野にて山仕事に従事。
1955年、大阪にて船場の商社に勤務。1965年、貿易業を立ち上げ独立。小説の執筆を行うようになる。1990年、小説「北大阪線」で第1回小島輝正文学賞受賞。

## 著作
- 詩集『猪村』（1977、地帯社）[1]
- 詩集『鳶ヶ尾根』（1986、近代文藝社）[1]
- 『馬』（短編集、1994、エリス）[1]
- 『北大阪線』（2002、編集工房ノア）[1]
- 『吉野川』（2004、編集工房ノア）[1]
- 『丙丁童子』（2005、編集工房ノア）[1]
- 詩集『木だし』（2006、編集工房ノア）[1]
- 『鳶』（2008、編集工房ノア）[1]
- 『大阪の戦争』（2014、近代文藝社）[1]